# Thomas R. Conroy
Thomas R. Conroy (* im 20. Jahrhundert) ist ein US-amerikanischer Filmproduzent und Filmschaffender, der 1992 für einen Oscar nominiert war.

## Berufliches
Über Conroy ist außerhalb seiner beruflichen Tätigkeit in der Filmindustrie nichts bekannt. Bei dem Thriller The Banker von 1989 war Conroy noch als Bühnenarbeiter im Kamerabereich tätig. Im darauffolgenden Jahr war er bei dem Kurzfilm To the Moon, Alice als Produktionskoordinator im Einsatz und wirkte im Jahr 1991 auch an dem oscarnominierten Kurzfilm 12:01 PM mit. Weitere Kurzfilme standen im selben Jahr auf seinem Programm, darunter auch Session Man und Birch Street Gym. Für den letztgenannten Film trat Conroy neben Stephen Kessler als Produzent auf. Beide wurden für und mit dem Film für einen Oscar nominiert. Der Film, der thematisiert, wie es alten Menschen in entsprechenden Heimen geht, hat als Hauptfigur den 74-jährigen Jack, der einem Boxclub beitritt und dadurch wieder lernt, sein Leben selbstbestimmt zu leben. Der Oscar ging jedoch an Seth Winston und Robert N. Fried und deren Film Session Man. Darin geht es um einen alternden Gitarristen, dessen Lebenstraum zerplatzt.
Conroy arbeitete sodann noch an Fernsehproduktionen mit, letztmals wahrscheinlich 1994.

## Filmografie (Auswahl)
- 1989: The Banker (Bühnenarbeiter, Kamerabereich)
- 1990: To the Moon, Alice (Kurzfilm; Koordinator Produktion)
- 1990: Conquering Space (Kurzfilm; Koordinator Produktion)
- 1991: 12:01 PM (Kurzfilm; Koordinator Produktion)
- 1991: Heart of the Deal (Kurzfilm; Produzent)
- 1991: Without a Pass (Kurzfilm; Co-Produzent)
- 1991: The Letters from Moa (Fernsehfilm; Produzent)
- 1991: Session Man (Kurzfilm; Produktion)
- 1991: Birch Street Gym (Kurzfilm; Produzent)
- 1992: Fifteenth Phase of the Moon (Fernseh-Kurzfilm; Co-Produzent)
- 1992: The Washing Machine Man (Fernsehfilm; Leiter der Produktion)
- 1993: Killer Force (Produzent)
- 1994: Missing Parents (Fernsehfilm; Produzent)

## Auszeichnungen
- Oscarverleihung 1992
  - Oscarnominierung gemeinsam mit Stephen Kessler für und mit dem Film Birch Street Gym in der Kategorie „Bester Kurzfilm“
- CableACE Awards 1993
  - nominiert gemeinsam mit Robert N. Fried, Jana Sue Memel, Jonathan Sanger, Michael Taylor, Bob Degus, Marco Williams und Jennifer Smith-Ashley für den CableACE für und mit dem Kurzfilm Without a Pass in der Kategorie „dramatisches oder theatralisches Special“